# Barymochtha entherastis
Barymochtha entherastis är en fjärilsart som beskrevs av Edward Meyrick 1922. Barymochtha entherastis ingår i släktet Barymochtha och familjen äkta malar.
Artens utbredningsområde är Guyana. Inga underarter finns listade i Catalogue of Life.